# Becerril de Campos
Becerril de Campos ist ein nordspanisches Dorf in der gleichnamigen Gemeinde (municipio) mit 757 Einwohnern (Stand: 2024) in der Provinz Palencia in der Autonomen Gemeinschaft Kastilien-León.

## Lage und Klima
Becerril de Campos liegt in der Region Tierra de Campos auf der kastilischen Hochebene in einer Höhe von ca. 770 m. Die Provinzhauptstadt Palencia befindet sich mit ihrem Stadtzentrum etwa 16 Kilometer (Fahrtstrecke) südöstlich. 
Das Klima im Winter ist durchaus kalt, im Sommer dagegen warm bis heiß; die eher spärlichen Regenfälle (ca. 470 mm/Jahr) fallen überwiegend im Winterhalbjahr.

## Bevölkerungsentwicklung
| Jahr      | 1970 | 1981 | 1991 | 2001 | 2011 | 2021 |
| Einwohner | 1711 | 1467 | 1252 | 1056 | 921  | 762  |

## Sehenswürdigkeiten
- Marienkirche und Museum

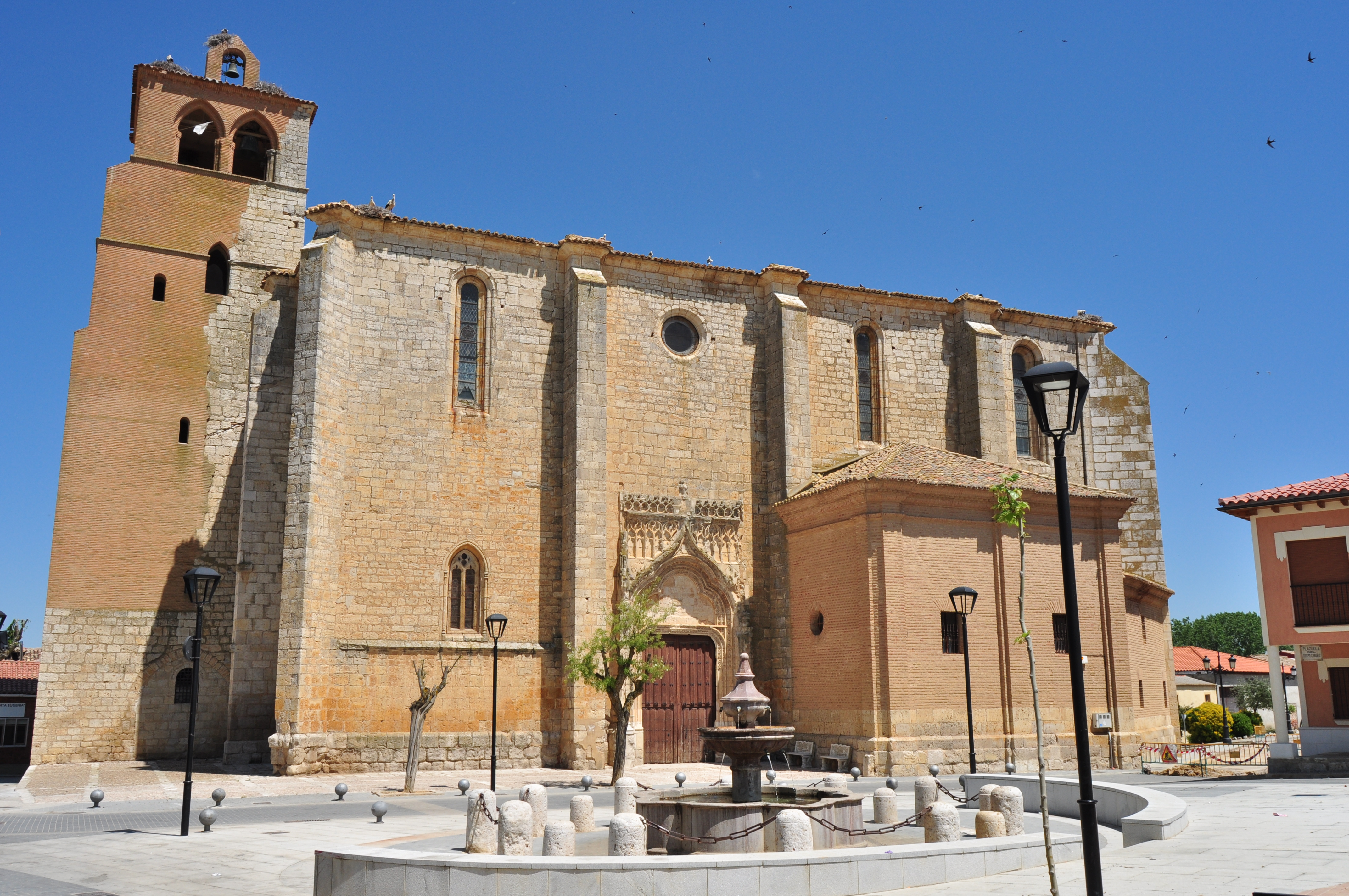
Eugenienkirche
- Martinskirche
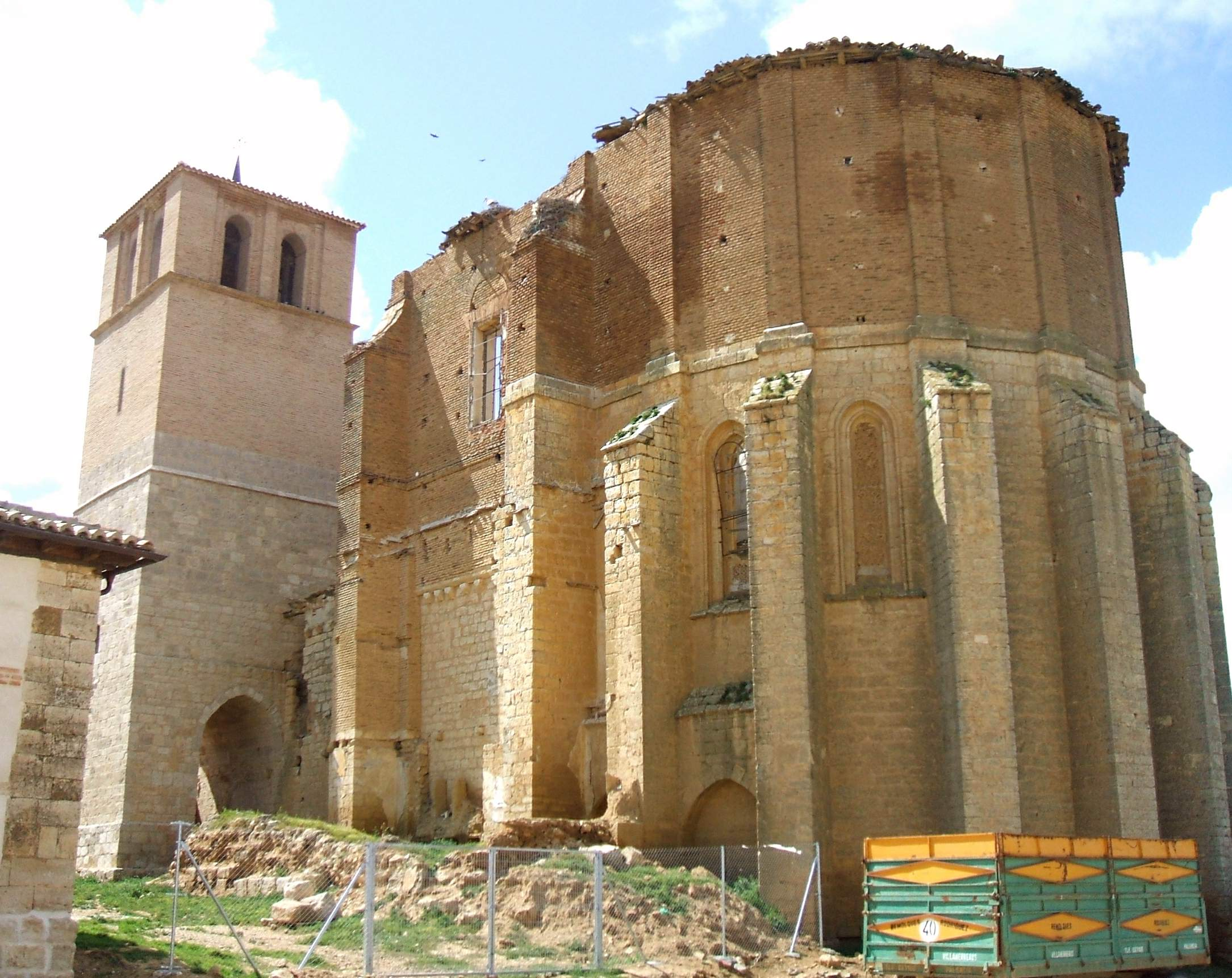
Michaeliskirche
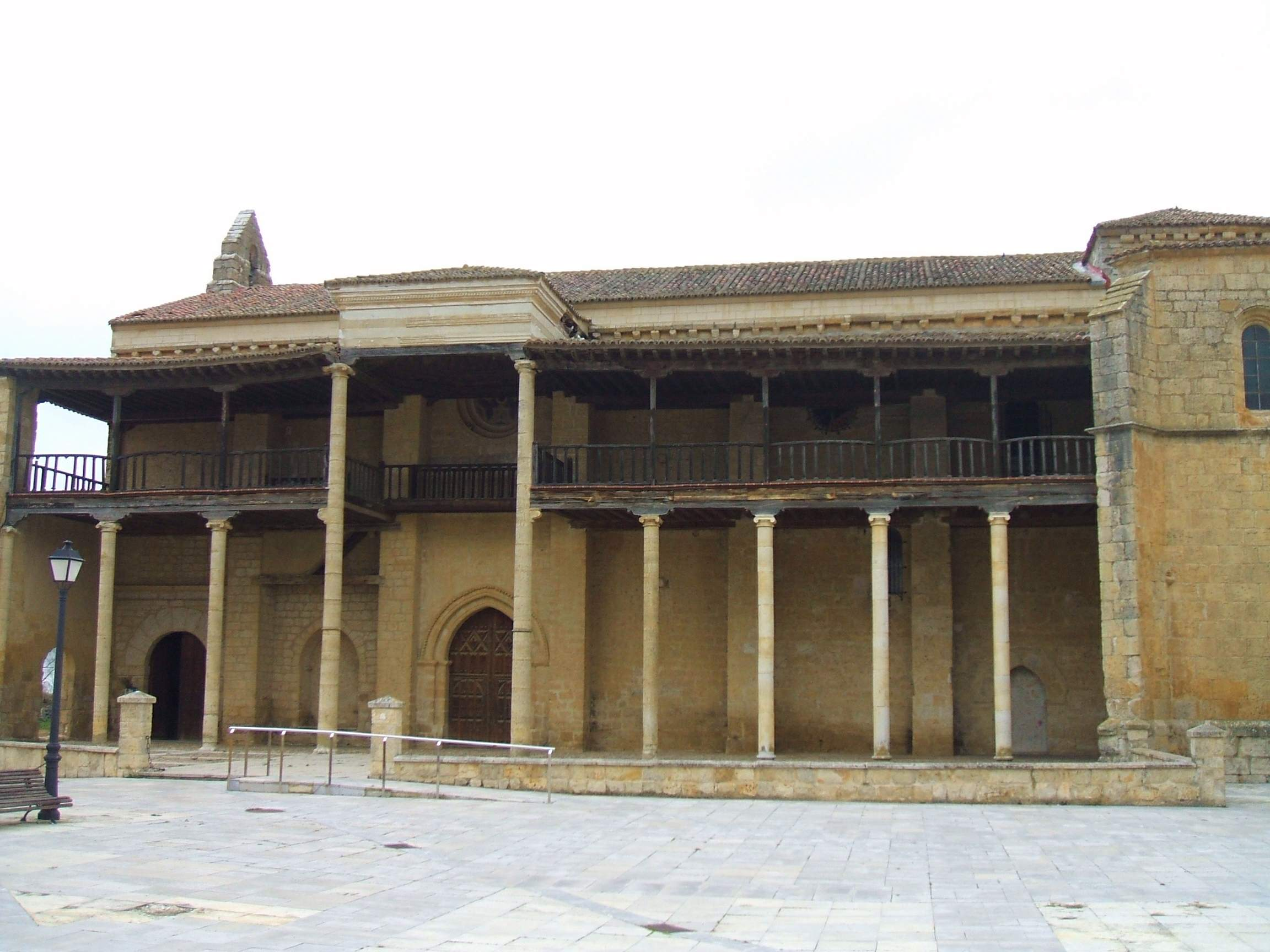
Marienkirche und Museum
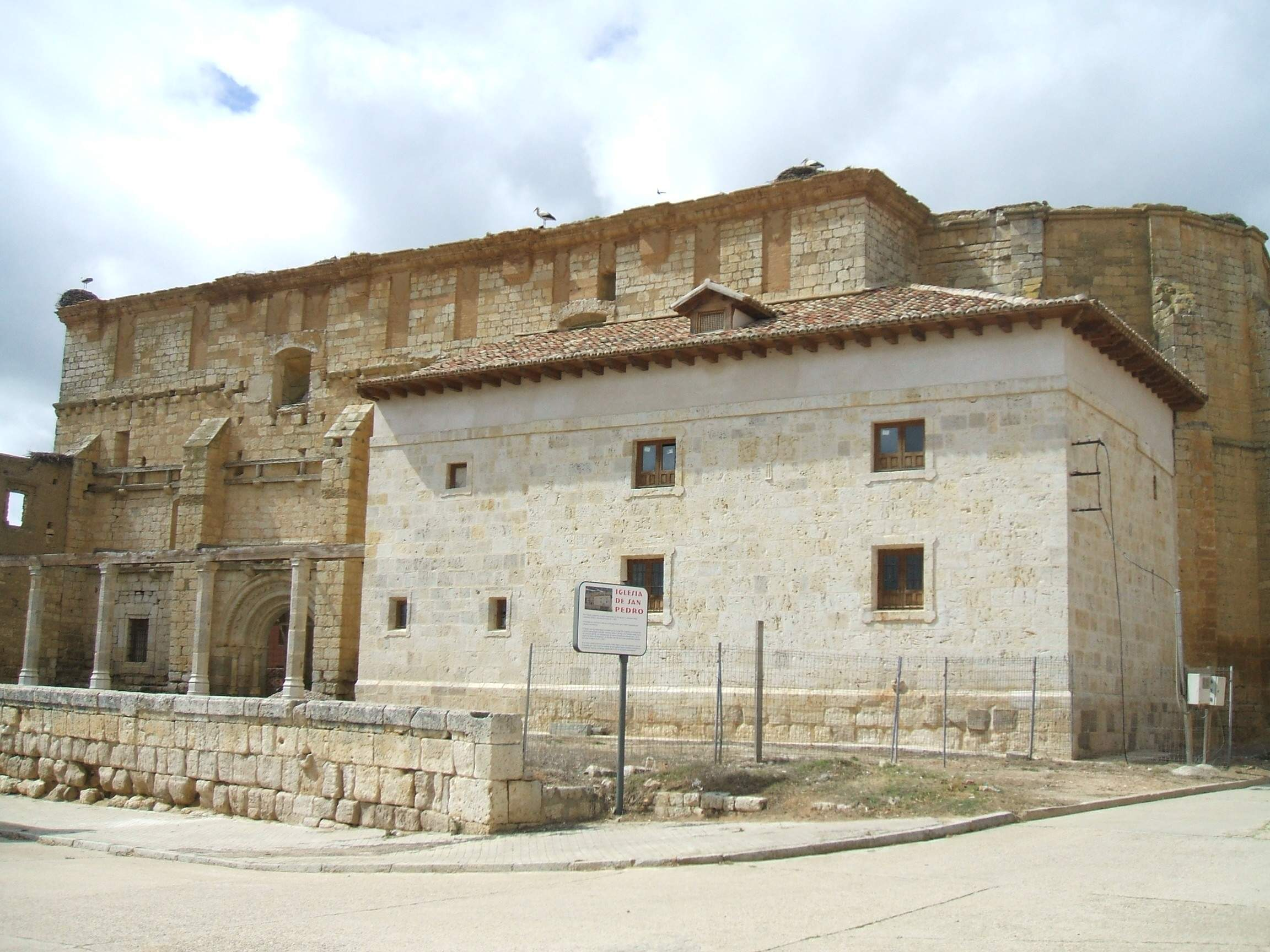
Peterskirche
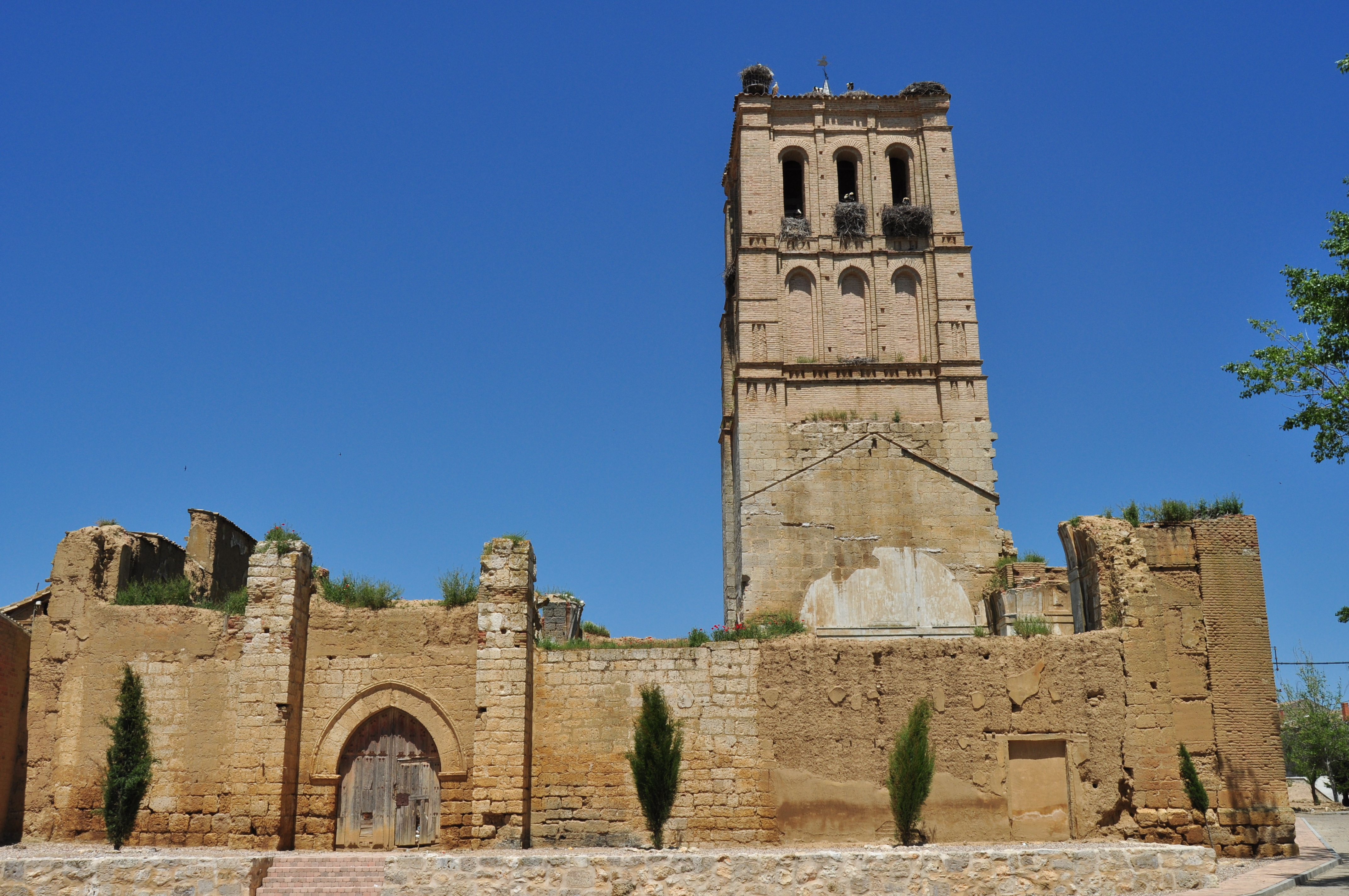
Martinskirche

- Peterskirche und Kulturzentrum
- Christuskapelle
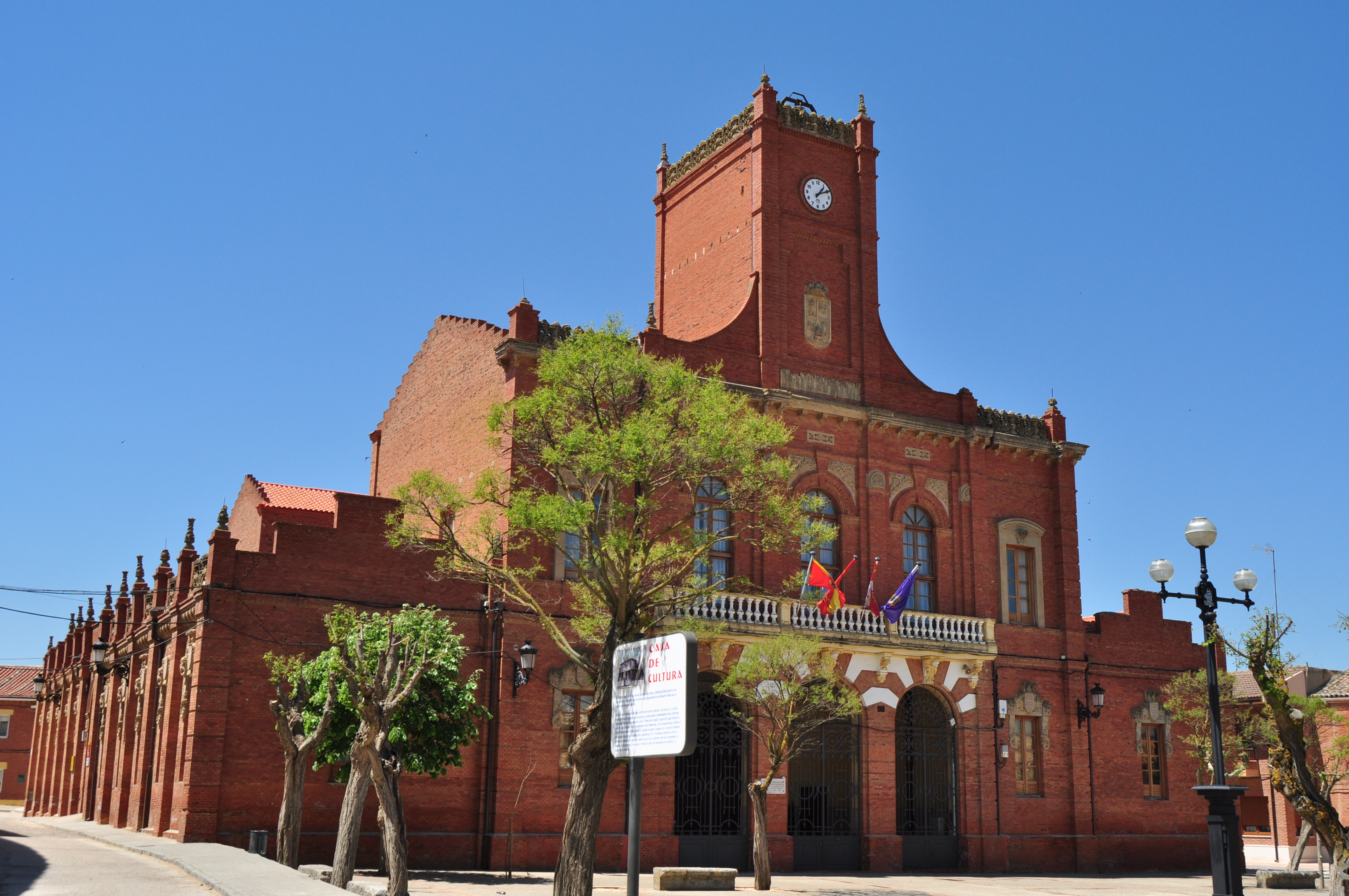
Rathaus

- Eugenienkirche
- Michaeliskirche
- Marienkirche und Museum
- Peterskirche
- Martinskirche
- Rathaus

## Persönlichkeiten
- Alonso Manso (1460–1539), Bischof von Magua (1504–1511) und Bischof von Puerto Rico (1511–1539)
- Sebastián Miñano (1779–1845), Gelehrter